# هاینریش هرا
هاینریش هرا (انگلیسی: Heinrich Hora؛ زاده ۱ ژوئیه ۱۹۳۱) یک فیزیک‌دان در زمینه فیزیک نظری اهل آلمان-استرالیا است.